# Біллі Кутю
Біллі Кутю (англ. Billy Coutu, нар. 1 березня 1892, Норт-Бей — пом. 25 лютого 1977, Су-Сент-Марі) — канадський хокеїст, що грав на позиції захисника.
Володар Кубка Стенлі. 

## Ігрова кар'єра
Хокейну кар'єру розпочав 1915 року.
Протягом професійної клубної ігрової кар'єри, що тривала 18 років, захищав кольори команд «Монреаль Канадієнс», «Гамільтон Тайгерс» та «Бостон Брюїнс».
У складі «Брюїнс» під час одного з тренувань в нього стався інцидент з Едді Шором, Кутю наніс травму вуха останньому, шла мова навіть про його ампутування але все обійшлось. 
Загалом провів 263 матчі в НХЛ, включаючи 19 ігор плей-оф Кубка Стенлі.

## Досягнення
- Володар Кубка Стенлі в складі «Монреаль Канадієнс» — 1924.

## Статистика
| Сезон                 | Клуб                  | Ліга                  | Регулярний сезон | Регулярний сезон | Регулярний сезон | Регулярний сезон | Регулярний сезон | Плей-оф | Плей-оф | Плей-оф | Плей-оф | Плей-оф |
| Сезон                 | Клуб                  | Ліга                  | І                | Г                | П                | О                | ШХ               | І       | Г       | П       | О       | ШХ      |
| --------------------- | --------------------- | --------------------- | ---------------- | ---------------- | ---------------- | ---------------- | ---------------- | ------- | ------- | ------- | ------- | ------- |
| 1915–16               | «Мічиган Су Індіанс»  | NMHL                  | —                | —                | —                | —                | —                | —       | —       | —       | —       | —       |
| 1916–17               | «Монреаль Канадієнс»  | НХА                   | 18               | 0                | 0                | 0                | 9                | 2       | 0       | 0       | 0       | 8       |
| 1916–17               | «Монреаль Канадієнс»  | КС                    | —                | —                | —                | —                | —                | 4       | 0       | 0       | 0       | 38      |
| 1917–18               | «Монреаль Канадієнс»  | НХЛ                   | 20               | 2                | 2                | 4                | 49               | 2       | 0       | 0       | 0       | 3       |
| 1918–19               | «Монреаль Канадієнс»  | НХЛ                   | 15               | 1                | 2                | 3                | 18               | 5       | 0       | 1       | 1       | 8       |
| 1918–19               | «Монреаль Канадієнс»  | КС                    | —                | —                | —                | —                | —                | 5       | 0       | 1       | 1       | 0       |
| 1919–20               | «Монреаль Канадієнс»  | НХЛ                   | 20               | 4                | 0                | 4                | 67               | —       | —       | —       | —       | —       |
| 1920–21               | «Гамільтон Тайгерс»   | НХЛ                   | 24               | 8                | 4                | 12               | 95               | —       | —       | —       | —       | —       |
| 1921–22               | «Монреаль Канадієнс»  | НХЛ                   | 24               | 4                | 3                | 7                | 8                | —       | —       | —       | —       | —       |
| 1922–23               | «Монреаль Канадієнс»  | НХЛ                   | 24               | 5                | 2                | 7                | 37               | 1       | 0       | 0       | 0       | 22      |
| 1923–24               | «Монреаль Канадієнс»  | НХЛ                   | 16               | 3                | 1                | 4                | 18               | 2       | 0       | 0       | 0       | 0       |
| 1923–24               | «Монреаль Канадієнс»  | КС                    | —                | —                | —                | —                | —                | 4       | 0       | 0       | 0       | 0       |
| 1924–25               | «Монреаль Канадієнс»  | НХЛ                   | 28               | 3                | 2                | 5                | 56               | 2       | 0       | 0       | 0       | 2       |
| 1924–25               | «Монреаль Канадієнс»  | КС                    | —                | —                | —                | —                | —                | 4       | 1       | 0       | 1       | 12      |
| 1925–26               | «Монреаль Канадієнс»  | НХЛ                   | 33               | 2                | 4                | 6                | 95               | —       | —       | —       | —       | —       |
| 1926–27               | «Бостон Брюїнс»       | НХЛ                   | 40               | 1                | 1                | 2                | 35               | 7       | 1       | 0       | 1       | 4       |
| 1927–28               | «Нью-Гейвен Іглс»     | КАХЛ                  | 37               | 11               | 1                | 12               | 108              | —       | —       | —       | —       | —       |
| 1928–29               | «Ньюарк Бульдогс»     | КАХЛ                  | 40               | 0                | 1                | 1                | 42               | —       | —       | —       | —       | —       |
| 1929–30               | «Міннеаполіс Міллерс» | АХА                   | 47               | 8                | 2                | 10               | 105              | —       | —       | —       | —       | —       |
| 1930–31               | «Міннеаполіс Міллерс» | АХА                   | 33               | 0                | 1                | 1                | 46               | —       | —       | —       | —       | —       |
| 1932–33               | «Провіденс Редс»      | КАХЛ                  | 1                | 0                | 0                | 0                | 0                | —       | —       | —       | —       | —       |
| Усього в НХЛ          | Усього в НХЛ          | Усього в НХЛ          | 244              | 33               | 21               | 54               | 478              | 19      | 1       | 1       | 2       | 39      |
| Усього в Кубку Стенлі | Усього в Кубку Стенлі | Усього в Кубку Стенлі | —                | —                | —                | —                | —                | 17      | 1       | 1       | 2       | 50      |